# 臧繼芳
臧繼芳（1517年—1568年），字原實，號堯山，浙江湖州府長興縣人，明朝政治人物、書法家。

## 生平
嘉靖十九年（1540年）庚子科浙江鄉試第十七名舉人，三十二年（1553年）癸丑科進士。禮部觀政，授工部主事，升虞衡司員外郎、都水司郎中，四十年（1561年）出為松江府知府，四十三年（1563年）丁憂。服闋，隆慶元年（1567年）起為鄖陽府知府，二年（1568年）升河南按察司副使，同年赴任途中卒於鈞州。

## 家族
曾祖臧瓛；祖父臧維，副千戶，贈禮部主事；伯父臧應奎，禮部精膳司主事；父臧應璧，光祿寺丞。弟臧繼華子臧懋中。